# Cabumba
Carlos Alberto da Silva Gregório (né le 20 décembre 1956 à Setúbal, au Portugal) était un ancien joueur de football portugais. Il a joué dans différents clubs portugais au poste de milieu central.

## Carrière
Cabumba commence sa carrière avec le Vitória Setúbal en première division. Utilisé principalement comme remplaçant, il reste un moment avec le Vitória avant de rejoindre par la suite le Rio Ave, afin d'obtenir une place de titulaire.
Au Rio Ave, il est un titulaire indiscutable lors des deux premières saisons. Pour la troisième saison, il perd sa place de titulaire. Il enchaîne par la suite différents clubs portugais, principalement en deuxième division.
Il met un terme à sa carrière avec l'União Mirense à l'issue de la saison 1989-90.

## Statistiques
| Saison                | Club                  | Championnat           | Championnat | Championnat | Coupe(s) nationale(s) | Coupe(s) nationale(s) | Total | Total |
| Saison                | Club                  | Division              | M.          | B.          | M.                    | B.                    | M.    | B.    |
| 1976-1977             | Vitória Setúbal       | 1                     | 1           | 0           | -                     | -                     | 1     | 0     |
| 1977-1978             | Vitória Setúbal       | 1                     | 20          | 1           | -                     | -                     | 20    | 1     |
| 1978-1979             | Vitória Setúbal       | 1                     | 5           | 2           | -                     | -                     | 5     | 2     |
| 1979-1980             | Vitória Setúbal       | 1                     | 22          | 0           | -                     | -                     | 22    | 0     |
| 1980-1981             | Vitória Setúbal       | 1                     | 14          | 2           | -                     | -                     | 14    | 2     |
| Sous-total            | Sous-total            | Sous-total            | 62          | 5           | -                     | -                     | 62    | 5     |
| 1981-1982             | Rio Ave               | 1                     | 29          | 2           | -                     | -                     | 29    | 2     |
| 1982-1983             | Rio Ave               | 1                     | 27          | 4           | -                     | -                     | 27    | 4     |
| 1983-1984             | Rio Ave               | 1                     | 11          | 1           | -                     | -                     | 11    | 1     |
| Sous-total            | Sous-total            | Sous-total            | 67          | 7           | -                     | -                     | 67    | 7     |
| 1984-1985             | União Leiria          | 2                     | -           | -           | -                     | -                     | 0     | 0     |
| Sous-total            | Sous-total            | Sous-total            | -           | -           | -                     | -                     | 0     | 0     |
| 1985-1986             | União Madeira         | 2                     | -           | -           | -                     | -                     | 0     | 0     |
| Sous-total            | Sous-total            | Sous-total            | -           | -           | -                     | -                     | 0     | 0     |
| 1986-1987             | AC Marinhense         | 2                     | -           | -           | -                     | -                     | 0     | 0     |
| 1987-1988             | AC Marinhense         | 2                     | -           | -           | -                     | -                     | 0     | 0     |
| Sous-total            | Sous-total            | Sous-total            | -           | -           | -                     | -                     | 0     | 0     |
| 1988-1989             | UR Mirense            | 3                     | -           | -           | -                     | -                     | 0     | 0     |
| 1989-1990             | UR Mirense            | 2                     | -           | -           | -                     | -                     | 0     | 0     |
| Sous-total            | Sous-total            | Sous-total            | -           | -           | -                     | -                     | 0     | 0     |
| Total sur la carrière | Total sur la carrière | Total sur la carrière | 129         | 12          | -                     | -                     | 129   | 12    |

## Palmarès
| UR Mirense - Championnat du Portugal D3 (1) : - Vainqueur : 1988-89 |